# Лахи-Влосцянські
Лахи-Влосцянські (пол. Łachy Włościańskie) — село в Польщі, у гміні Жевне Маковського повіту Мазовецького воєводства.
Населення — 112 осіб (2011).
У 1975-1998 роках село належало до Остроленцького воєводства.

## Демографія
Демографічна структура станом на 31 березня 2011 року:
|          | Загалом | Допрацездатний вік | Працездатний вік | Постпрацездатний вік |
| -------- | ------- | ------------------ | ---------------- | -------------------- |
| Чоловіки | 59      | 20                 | 33               | 6                    |
| Жінки    | 53      | 13                 | 28               | 12                   |
| Разом    | 112     | 33                 | 61               | 18                   |